# ロックウォール郡 (テキサス州)
ロックウォール郡（英: Rockwall County）は、アメリカ合衆国テキサス州の中央部北東に位置する郡である。人口は10万7819人（2020年）。郡庁所在地はロックウォールであり、同郡で人口最大の都市である。ロックウォール郡はダラス・フォートワース複合都市圏に属している。

## 歴史
ロックウォール郡は元カウフマン郡の一部だったが、郡庁所在地のカウフマン市への交通が不便だったので、1873年に分離して設立された。郡名、およびロックウォール市の名前は郡全体に走っている壁のような地下岩石層に因んで名付けられた。

## 地理
アメリカ合衆国国勢調査局に拠れば、郡域全面積は149平方マイル (386 km2)であり、テキサス州では面積最小の郡である。このうち陸地129平方マイル (334 km2)、水域は20平方マイル (52 km2)で水域率は13.39%である。

### 主要高規格道路
- 州間高速道路30号線/アメリカ国道67号線
- テキサス州道66号線
- テキサス州道205号線
- テキサス州道276号線

### 隣接する郡
- コリン郡 - 北
- ハント郡 - 東
- カウフマン郡 - 南
- ダラス郡 - 西

## 人口動態
以下は2000年国勢調査による人口統計データである。
| 基礎データ - 人口: 43,080人 - 世帯数: 14,530 世帯 - 家族数: 11,972 家族 - 人口密度: 129人/km2（334人/mi2） - 住居数: 15,351軒 - 住居密度: 46軒/km2（119軒/mi2） 人種別人口構成 - 白人: 89.17% - アフリカン・アメリカン: 3.24% - ネイティブ・アメリカン: 0.40% - アジア人: 1.32% - 太平洋諸島系: 0.05% - その他の人種: 4.45% - 混血: 1.37% - ヒスパニック・ラテン系: 11.07% 年齢別人口構成 - 18歳未満: 30.1% - 18-24歳: 7.0% - 25-44歳: 31.1% - 45-64歳: 23.3% - 65歳以上: 8.6% - 年齢の中央値: 35歳 - 性比（女性100人あたり男性の人口） - 総人口: 100.8 - 18歳以上: 96.9 | 世帯と家族（対世帯数） - 18歳未満の子供がいる: 44.4% - 結婚・同居している夫婦: 71.0% - 未婚・離婚・死別女性が世帯主: 8.0% - 非家族世帯: 17.6% - 単身世帯: 14.4% - 65歳以上の老人1人暮らし: 4.4% - 平均構成人数 - 世帯: 2.92人 - 家族: 3.23人 収入と家計 - 収入の中央値 - 世帯: 65,164米ドル（2007年推計では75,915米ドル） - 家族: 71,448米ドル（2007年推計では82,150米ドル） - 性別 - 男性: 49,636米ドル - 女性: 32,410米ドル - 人口1人あたり収入: 28,573米ドル - 貧困線以下 - 対人口: 4.7% - 対家族数: 3.8% - 18歳未満: 5.6% - 65歳以上: 4.1% |

## 都市と町
| - ロックウォール - 郡庁所在地 - フェイト - マクレンドン・チサム - モービルシティ - ロイズシティ(*3) | - ヒース(*1) - ラウレット(*2) - ワイリー(*4) - ダラス† |

† : ダラス市は主にダラス郡内にあるが、一部（レイハバード湖）がロックウォール郡に入っている。
(*1) : ヒース市は主にロックウォール郡だが、小部分がカウフマン郡に入っている。

(*2) : ラウレット市は主にダラス郡内にあるが、一部がロックウォール郡に入っている。

(*3) : ロイズシティ市は主にロックウォール郡だが、一部がコリン郡とハント郡に入っている。

(*4) : ワイリー市は主にコリン郡だが、小部分がロックウォール郡とダラス郡に入っている。

## 教育
ロックウォール郡の公共教育は下記の独立教育学区が管轄している。
- ロックウォール独立教育学区、小部分がカウフマン郡内
- ロイズシティ独立教育学区、小部分がコリン郡とハント郡内